# Rawer (Wesir)
Rawer war ein hoher altägyptischer Beamter der 6. Dynastie. Sein wichtigstes Amt war das des Wesirs, daneben trug er zahlreiche weitere Titel, darunter „Vorsteher von Oberägypten“.
Rawer ist vorwiegend von seiner dekorierten Mastaba bekannt, die sich in Sakkara bei der Teti-Pyramide befindet. Die Mastaba ist klein und nur 6,83 Meter lang und 4,74 Meter breit. Der Eingang liegt im Osten. Im Inneren befindet sich ein Raum, der vollkommen mit Reliefs dekoriert ist. An der Westwand befinden sich zwei Scheintüren mit jeweils einer Opfertafel davor. Die anderen Wanddekorationen zeigen Rawer, sitzend oder stehend mit zahlreichen Opfergabenträgern, die ihm vor allem Nahrungsmittel bringen. Bemerkenswert ist das Fehlen jeglicher Familienmitglieder in den Darstellungen. Aus diesem Grund kann nichts zur Familie des Rawer gesagt werden. 
Der Name Rawer ist im Grab ausgekratzt. Er fiel also im Laufe seiner Karriere in Ungnade. Rawer ist vielleicht auch von einem königlichen Dekret aus Dahschur bekannt, das von Pepi I. stammt. In diesem Dekret erscheint auch ein Wesir, dessen Name ebenfalls ausgekratzt ist. Der Name ist nicht mehr lesbar, passt aber zu dem Umstand, dass der Name Rawer in seinem Grab ausradiert wurde.
Es ist nicht genau bekannt, wann die Mastaba gefunden und zum ersten Mal ausgegraben wurde. James Edward Quibell grub bei der Teti-Pyramide, doch erwähnt er Rawers Grab nicht. Um 1920 grub in dem Friedhof Cecil Mallaby Firth und es gibt in der Tat unpublizierte Aufzeichnungen zu den Inschriften des Grabes, die Battiscombe Gunn anfertigte, der unter der Aufsicht von Firth arbeitete. 1975 wurde die Mastaba wiederum von dem Ägyptologen Said Amer el-Fikey ausgegraben, der sie dann auch publizierte.